# Grand Hôtel (Baden)

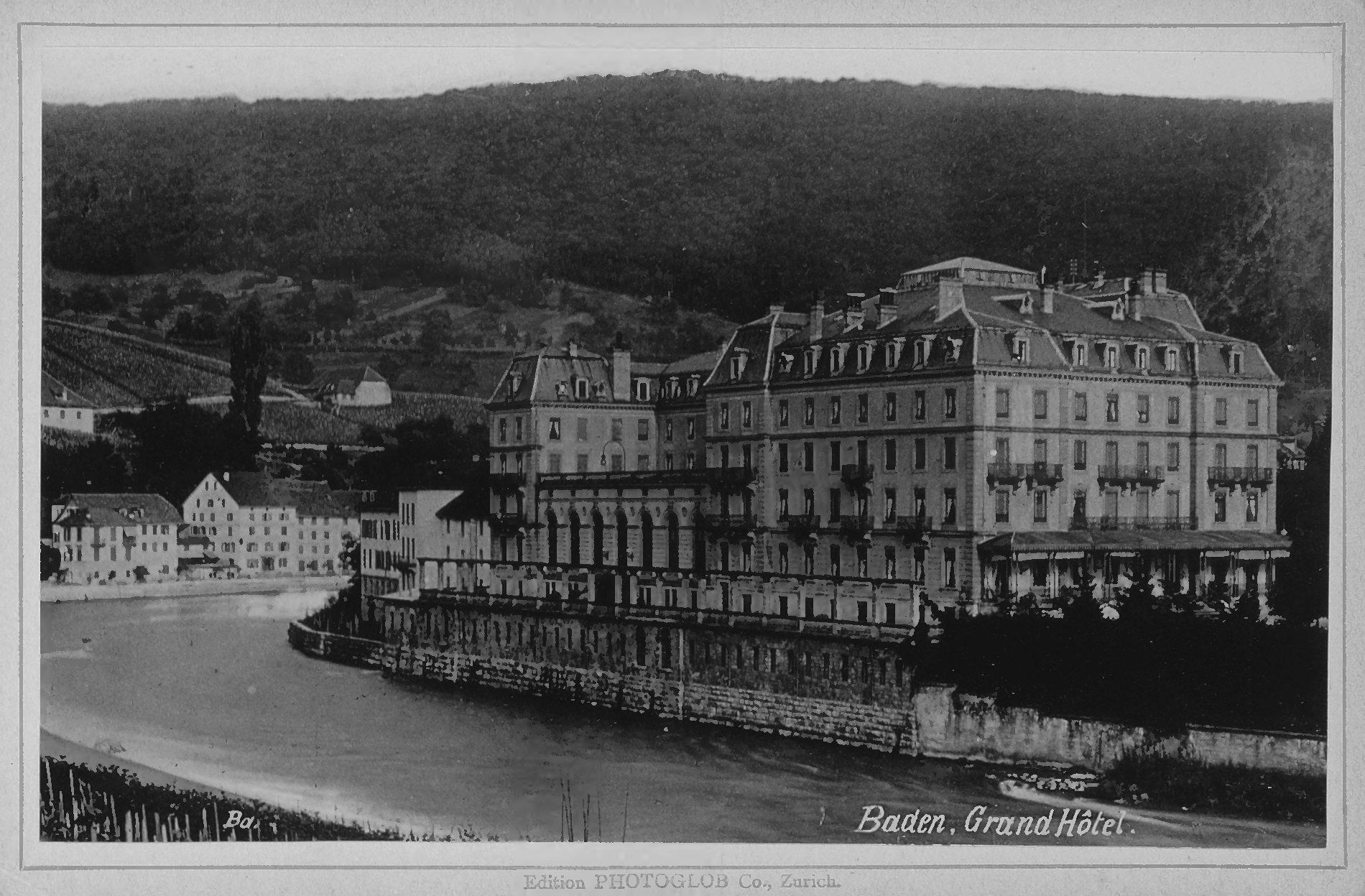
Das Grand Hôtel um 1890

Das Grand Hôtel war ein Luxushotel in Baden im Kanton Aargau. Es stand im Bäderquartier am Ufer der Limmat. Das Hotel wurde ab 1873 nach Plänen des Architekten Paul Adolphe Tièche erbaut und Ende Juni 1876 eröffnet. Mit 176 Zimmern war es damals das grösste Hotel der Stadt. Mit verschiedenen Innovationen konnte es eine vermögende internationale Kundschaft anlocken. Beispielsweise war es 1882 das erste dauerhaft mit elektrischer Energie versorgte Gebäude Badens. Zahlreiche Prominente gehörten zu den Gästen. Der Erste Weltkrieg stürzte das Grand Hôtel in eine tiefe Krise, von der es sich wegen des mittlerweile eingesetzten Strukturwandels nie wieder erholte. Kurz nach Beginn des Zweiten Weltkriegs wurde es im September 1939 geschlossen und schliesslich im August 1944 durch die Schweizer Armee gesprengt.

## Planung und Bau

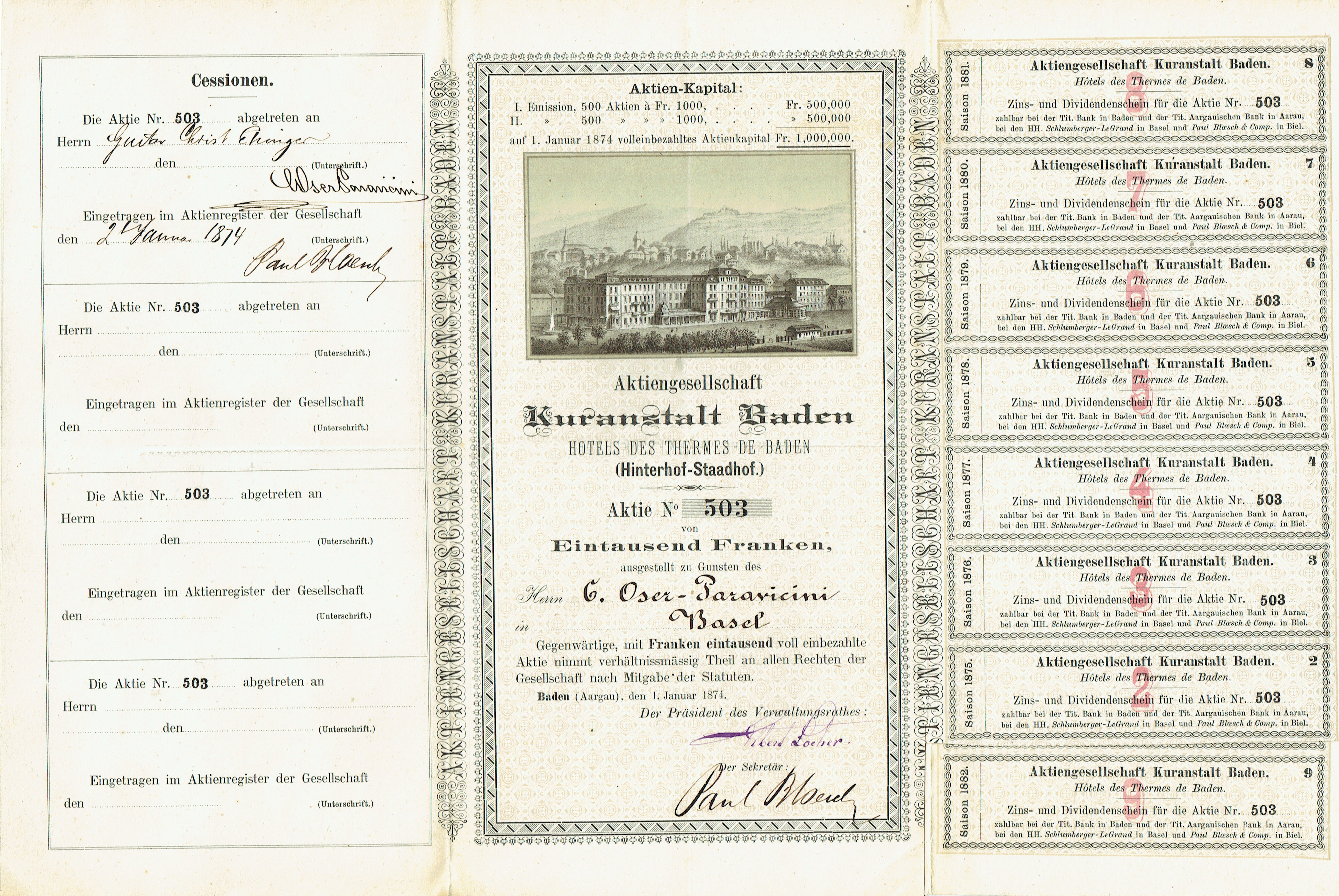
Namensaktie der Kuranstalt Baden vom 1. Januar 1874

Am Standort des späteren Grand Hôtels befand sich mindestens seit dem 14. Jahrhundert der «Hinterhof». Neben dem «Staadhof» war dieser Badegasthof einst die renommierteste Adresse im Bäderquartier. Mitte des 19. Jahrhunderts hatte er seine besten Zeiten aber längst hinter sich. Die erste Anregung zur Errichtung eines Neubaus ging möglicherweise von elsässischen Badegästen aus, die nach dem Deutsch-Französischen Krieg von 1870/71 nicht mehr in Baden-Baden kuren wollten. 1872 wurde die «Neue Kuranstalt AG» mit einem Aktienkapital von 500'000 Franken gegründet. Dem Verwaltungsrat gehörten überwiegend Personen aus Biel an, darunter Nationalrat Albert Locher als Präsident. Einziger Vertreter aus Baden war Joseph Borsinger, der Hotelier des Verenahofs. Die Aktiengesellschaft erwarb zunächst den Hinterhof, die angrenzende «Mätteli»-Wiese, die Hinterhofquelle sowie Anteile am Grossen Heissen Stein, am Kleinen Heissen Stein und an der Limmatquelle. 1873 kaufte sie auch den Staadhof mitsamt der Staadhof-Kesselquelle und der Kleinen Staadhofquelle. Damit besass sie rund ein Drittel des Bäderquartiers.
Von Juli bis Oktober 1872 fand ein Architektenwettbewerb statt, Preisrichter waren die renommierten Architekten Friedrich Salvisberg, Jakob Friedrich Wanner und Bernhard Simon. Den ersten Preis gewann Alfred Chiodera, sein Projekt wurde aber nicht ausgeführt, weil es zu überdimensioniert war. Den Zuschlag erhielt stattdessen Paul Adolphe Tièche. Im Herbst 1873 begannen die Bauarbeiten, die auch die Beseitigung der letzten mittelalterlichen Reste des «Hinterhofs» umfassten. Der anvisierte Eröffnungstermin im Sommer 1875 konnte nicht eingehalten werden, wozu vor allem Probleme beim Innenausbau beitrugen. Trotz der Verdoppelung des Aktienkapitals, der Ausgabe zusätzlicher Obligationen und der Aufnahme einer Hypothek rutschte das Unternehmen 1876 in die roten Zahlen.
Insgesamt betrugen die Baukosten für das als «Neue Kuranstalt» bezeichnete Hotel rund drei Millionen Franken. Aus finanziellen Gründen musste ein Teil der Möbel gemietet werden. Ebenso konnte Tièches Projekt nicht vollständig ausgeführt werden: Für den Osttrakt fehlte das Geld, weshalb man einen im Jahr 1860 erbauten Annexbau stehen liess und zur Dependance ausbaute. Die geplante Eröffnung am 1. Mai 1876 verzögerte sich auf Ende Juni. Aufgrund der anhaltenden Wirtschaftskrise nach dem Gründerkrach kamen weniger Touristen als erhofft, sodass das Unternehmen zwar die Verluste laufend verringern konnte, aber nie einen Gewinn erzielte. Schliesslich erfolgte am 9. März 1885 eine Zwangsversteigerung. Der bisherige Hoteldirektor erwarb das Hotel zum vergleichsweise günstigen Preis von 1'280'823 Franken. Die «Neue Kuranstalt» erhielt den neuen Namen «Grand Hôtel», um den Anspruch als erstes Haus am Platz zu untermauern.

## Betrieb, Innovationen und Gäste
Der Baustil des Grand Hôtels stand am Übergang zwischen schlichtem Klassizismus und pompösem Neobarock. Obwohl es kleiner war als vergleichbare Hotelbauten dieser Ära, empfanden es die Einwohner Badens als protzig. Ursprünglich dicht an das Hotel angebaut war die aus dem 12. Jahrhundert stammende Dreikönigskapelle. Sie wurde wegen Baufälligkeit abgerissen und 1882 durch einen Neubau von Robert Moser auf der gegenüberliegenden Strassenseite ersetzt. Die Hotelgesellschaft liess für 50'000 Franken die Parkstrasse errichten, womit eine direkte Verbindung zwischen dem Bäderquartier und dem Bahnhof Baden bestand. Das «Mätteli», eine Parkanlage mit dichtem Baumbestand, war häufig ein zentraler Aspekt von Werbekampagnen. Zum Hotelbetrieb gehörten auch Wäscherei, eine Gärtnerei und eine Fuhrhalterei.
Im Grand Hôtel arbeiteten bei guter Auslastung zwischen 100 und 120 Personen. Insgesamt zählte des Hotel 176 Zimmer und 60 Baderäume. Hinzu kamen ein Telegrafenbüro, Restaurant-, Billard- und Rauchsalons, ein Speisesaal für 300 Personen, ein Lese- und Schreibsalon mit Bibliothek sowie Konversationssäle. Neben den üblichen Einzel- und Doppelzimmern gab es auch mehrere Suiten mit Salon, Schlaf-, Toiletten- und Dienerzimmer. Sämtliche Räume waren geheizt und mit Wasserleitungen ausgestattet. Stets war das Hotel bestrebt, seinen Gästen die neuesten technischen Errungenschaften zur Verfügung zu stellen. Von Anfang an war es mit einem Wasserballast-Aufzug der Firma Rieter ausgestattet, einem der ersten in der Schweiz überhaupt. Im Mai 1882 schloss der Hoteldirektor einen Vertrag zwecks Mitbenutzung des Wasserkraftwerks der Firma Oederlin am gegenüberliegenden Flussufer. Daraufhin wurde das Hotel als erstes Gebäude in Baden (und vermutlich im gesamten Schweizer Mittelland) dauerhaft mit elektrischer Energie versorgt.
Der Speisesaal war am 17. Juni 1879 Schauplatz eines wichtigen Moments der Schweizer Verkehrsgeschichte, als Bundesrat Emil Welti, der italienische Botschafter Luigi Amedeo Melegari und der deutsche Botschafter Heinrich von Roeder die Ratifikationsurkunden zum Zusatzvertrag über den Bau und Betrieb der Gotthardbahn austauschten. 1897 mussten die oberen Stockwerke des Westflügels nach einem Brand erneuert werden. 1926/27 nahm Emil Vogt eine Renovation des Speisesaals und der Eingangshalle vor.
Im Grand Hôtel stiegen zahlreiche bekannte Gäste ab. Dazu gehören im Bereich Politik und Militär die die ehemalige französische Kaiserin Eugénie de Montijo (mehrmals in den 1870er und 1880er Jahren), die Bundesräte Emil Welti (1878) und Bernhard Hammer (1890), der Bundeskanzler Gottlieb Ringier (1899) die Generäle Hans Herzog (1888), Karl von Bülow (1902), Edward Montagu-Stuart-Wortley (1902), Adolf von Seckendorff (1902), Robert von Massow (1903) und Walter von Schleinitz (1913) sowie der französische Ministerpräsident Charles de Freycinet (1915). Die Schriftsteller Gottfried Keller (1886) und Conrad Ferdinand Meyer (1896) stiegen hier ebenso ab wie die Maler Arnold Böcklin (1889), Pierre Puvis de Chavannes (1896) und Rudolf Koller (1899). Besonders beliebt scheint das Grand Hôtel bei Wissenschaftlern gewesen zu sein, wie z. B. die Mediziner Johann Friedrich Horner (1879), Oskar Liebreich (1880), Rudolf Virchow (1883), Otto Stoll (1898) und Albert Schweitzer (1906), der Psychiater Gustav Huguenin (1879), der Astrophysiker Lewis Morris Rutherfurd (1879), der Naturforscher Louis Lortet (1900), die Historiker Jacob Burckhardt (1889), Pasquale Villari (1892) und Johann Rudolf Rahn (1897), die Physiker Jakob Amsler-Laffon (1881), Marie Curie und Pierre Curie (1898) und Heike Kamerlingh Onnes (1914), der Chemiker Hans Heinrich Landolt (1887) und Heinrich Jacob Goldschmidt (1890) sowie der Theologe Frédéric Godet (1885). Hinzu kommen der Museumsdirektor Justus Brinckmann (1899), der Bankier Alphonse de Rothschild (1890), der Industrielle Theodor Reinhart (1893) und der Filmpionier Louis Lumière (1899).

## Krisenjahre und Ende

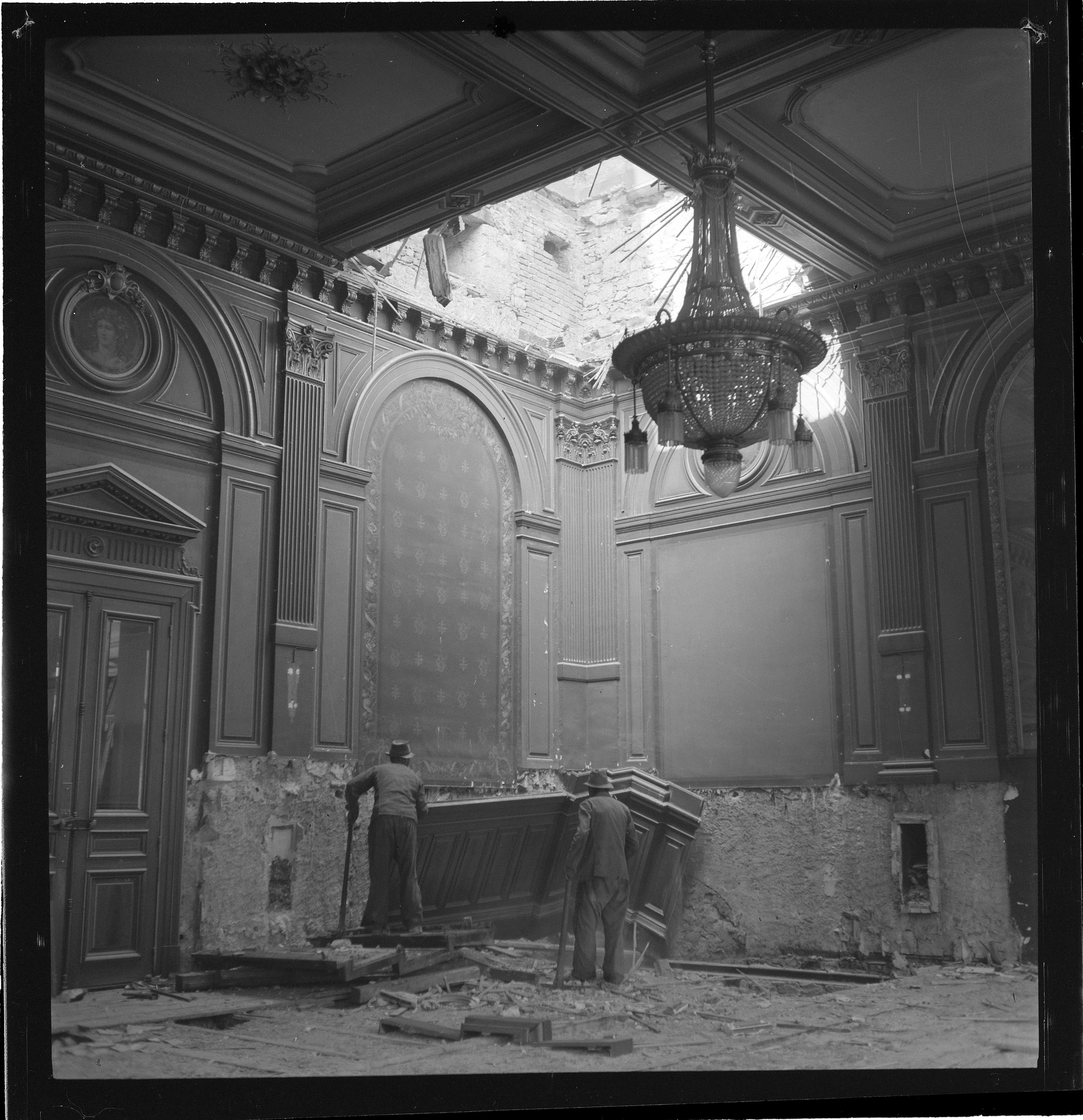
Abbruch des Grand Hotel, 1944

In den 1910er Jahren befand sich die Schweizer Tourismusbranche auf dem Höhepunkt. Allerdings herrschte ein Überangebot an Hotels, so auch in Baden. Der Ausbruch des Ersten Weltkriegs am 28. Juli 1914 stürzte den Tourismus in eine schwere Krise, die Gästezahlen brachen ein. In der Zwischenkriegszeit vollzog sich ein Strukturwandel: An die Stelle ausländischer Besucher trat vermehrt Schweizer Kundschaft, die aber weniger an der bisher üblichen mondänen Gesellschaftskur interessiert war. Vielmehr nutzte sie das medizinisch-therapeutische Angebot, zumal die Sozialversicherungen die Kuraufenthalte ganz oder teilweise als Mittel zur Rehabilitation und Wiedererlangung der Arbeitskraft bezahlten. Die neue Ausrichtung hatte einen Attraktivitätsverlust für das klassische kaufkräftige Kurpublikum zur Folge, das Baden nun weitgehend fernblieb.
Besonders unter dem Strukturwandel litt das Grand Hôtel, das als Relikt der untergegangenen und dekadenten Belle Époque galt. Immer stärker musste an Unterhalt und Personal gespart werden. Dank eines Kredits der 1921 gegründeten Schweizerischen Hotel-Treuhand-Gesellschaft (SHTG) konnte der Betrieb zunächst aufrechterhalten werden. Der Grand Hotel AG gelang es jedoch nie, die Kredite vollständig zurückzuzahlen. Sie war 1935 mit vier Jahreszinsen in Verzug und gelangte zur Überzeugung, dass eine Sanierung der Gesellschaft wohl kaum erfolgversprechend wäre. Der Verkauf von Nebengebäuden brachte 1936 nur geringe Entlastung, da der Erlös dringend für Reparaturen und sonstige Verbesserungen benötigt wurde. 1937 lehnte die SHTG die Gewährung eines weiteren Kredits ab. 1938 erhielt das Grand Hôtel den Namenszusatz «Quellenhof» und versuchte mit einem weniger prätentiösen Auftritt neue Kundschaft anzulocken.
Am 18. September 1939, knapp drei Wochen nach Ausbruch des Zweiten Weltkriegs, schloss das Grand Hôtel seine Tore. Man ging zunächst von einer saisonalen Schliessung aus. Schon bald darauf wurden die Räume des Hotels requiriert: Der Gymnastiksaal diente als Schulzimmer für die Kinder aus Ennetbaden, der Stab der 8. Division der Schweizer Armee richtete Büros ein und nutzte andere Zimmer zum Übernachten, die Autogarage diente als Pferdestall. Ob das Hotel auch als Flüchtlingsunterkunft genutzt wurde, lässt sich nicht mit Sicherheit nachweisen. Nachdem weitere Sanierungsvorschläge gescheitert waren, sahen die Gläubiger der Grand Hotel AG keine Zukunft mehr für den unrentablen Betrieb und forderten den Abbruch des Gebäudes. Mit dem Verkauf des Mobiliars und der Wiederverwertung des Baumaterials sollte die Grundlage für ein neues, deutlich kleineres und moderneres Hotel geschaffen werden. Am 18. Juni 1943 erfolgte die Liquidation der Betriebsgesellschaft.
Im Sommer 1944 diente das leergeräumte Hotel als Übungsobjekt für verschiedene militärische Einheiten und für Feuerlöschübungen des Luftschutzes. Ebenso liess man dort einen Blindgänger explodieren, der nach der irrtümlichen Bombardierung von Schaffhausen gefunden und hierher gebracht worden war. Grenadiere des Füsilierbataillons 251 sprengten schliesslich das Gebäude am 18. August 1944. In diesem Zusammenhang führte das Institut für Geophysik der ETH Zürich Erschütterungsmessungen mit Seismographen durch. Anschliessend wurde der Schutt weggeräumt. Der als Dependance genutzte Annexbau (das spätere Römerbad) blieb weitere sieben Jahrzehnte bestehen und wurde am 17. Januar 2017 abgebrochen, um Platz für eine neue, von Mario Botta geplante Therme zu schaffen.